# Норден (Восточная Фризия)
Норден (нем. Norden, в.-фриз. н.-нем. Nörden) — город в Германии, в земле Нижняя Саксония.
Входит в состав района Аурих. Население составляет 25116 человек (на 31 декабря 2010 года). Занимает площадь 106,33 км². Официальный код — 03 4 52 019.
Город подразделяется на 10 городских районов.

## История
Это — старейший город Восточной Фрисландии.
В первое время своего существования поселение находилось на расстоянии от морского берега в несколько километров.
Возник на месте обширной песчаной кучи, на насколько сантиметров превышающей высоту окружающей местности. Но этого оказалось достаточным, чтобы стать, оставаясь на суше после наводнения, региональным центром.
Известно, что вскоре после 1100 года здесь существовала община потомственных земледельцев, скреплённая присягой и общими обычаями.
Городские права поселение получило уже в XIII веке.
В XIV в. сильнейшие штормы привели воду к городу, которая не ушла обратно. В 1400 город оказался на берегу образовавшейся бухты (нем. Leybucht). Тогда предприимчивые горожане организовали здесь гавань и начали не без выгоды для себя морскую торговлю.
С 1542 г. существует здесь традиция собираться в специально отведённой комнате ратхауза. При этом члены общины обязаны пить тёплое пиво.

XV и XVI века были временем экономического расцвета города. Свидетелем того времени является «Красивый дом» (das Schönig’sche Haus), построенный в 1576 году на Пасхальной улице(Osterstrasse).
Важная достопримечательность города — церковь Св. Людгера (заложена в 1235, современный вид приняла в XVI веке), со знаменитым органом Арпа Шнитгера. Кроме того, на Рыночной площади находится молельня меноннитов (1652).
В 1930 году вода отступила от города, что стало результатом также и усилий населения в области активного гидростроительства.
В 1969 году деревня Lintelmarsch на берегу моря превратилась в пригород Норддайх (Norddeich)

## Демография
| Год  | Население |
| ---- | --------- |
| 1990 | 23 630    |
| 1995 | 24 274    |
| 2000 | 24 931    |
| 2005 | 25 122    |
| 2010 | 25 044    |

## Виды города
- Частный дом на дороге, ведущей в Норддайх
- Старая таможня в гавани
- Гавань
- Дома у вокзала
- Церковь и здание общины меннонитов
- Колокольня и Лютеранская церковь св. Людгера
- Монумент. Бисмарк.
- Памятник жертвам войны.
- Ветряная мельница "Дайхмюле" на въезде в город.
- Старое кладбище около церкви св. Людгера в центре города.
- Редкая кладбищенская символика